# Tipula (Pterelachisus) cineracea
Tipula (Pterelachisus) cineracea is een tweevleugelige uit de familie langpootmuggen (Tipulidae). De soort komt voor in het Palearctisch en Nearctisch gebied.